# Sindicat Mercantil de Barcelona de la CNT
El Sindicat Mercantil de Barcelona de la CNT fou un sindicat creat a finals de 1918 a Barcelona per a reunir els treballadors del ram mercantil de la CNT. L'impulsor en fou el treballador de banca Josep Maria Foix. Fou clausurat pel general Severiano Martínez Anido, però intentà reorganitzar-se el gener de 1923. La dictadura de Miguel Primo de Rivera prohibí la CNT l'octubre de 1923. L'any 1930 fou reorganitzat per militants del Partit Comunista Català, Jordi Arquer i Saltor i Daniel Domingo i Montserrat entre ells. Les divergències amb la direcció anarcosindicalista de la CRTC foren constants i en el Ple de Sindicats de la CRTC de Sabadell l'abril de 1932, fou expulsat de la CNT.
El Sindicat Mercantil continuà la seva tasca i l'agost-novembre de 1933 impulsà la formació del Front únic de Treballadors Mercantils (amb el CADCI, l'Associació de Comptables de Catalunya, l'Associació de la Dependència Mercantil, l'Associació d'Empleats d'Agents de Duanes i la Lliga de Corredors de Comerç i de la Indústria, Unió General de Dependents de Barcelona de la UGT, Unió Professional de Cobradors i Mossos de Comerç, la Unió Ferretera i la Unió Ultramarina), que decretà la primera vaga general del ram del 13 al 17 de novembre de 1933. En la vaga hi van participar la majoria dels 80.000 treballadors mercantils de Barcelona, aconseguint l'aboliment de l'internat al ram de l'alimentació, igual salari per l'home que per la dona, un increment de salaris i la confirmació de la jornada de 8 hores.